# Yannick Deschamps
Yannick Deschamps (Revin, 7 febbraio 1983) è un pilota motociclistico francese.

## Carriera
Nel 2003 ha partecipato con successo alle categorie promozionali francesi, aggiudicandosi il titolo nazionale a bordo di una Aprilia.
Per quanto riguarda le competizioni del motomondiale ha usufruito di 3 wild card per partecipare alle edizioni del 2004, del 2005 e del 2006 del Gran Premio motociclistico di Francia, nella classe 125 in sella ad una Honda. In nessuna delle tre occasioni ha però raggiunto piazzamenti tali da ottenere punti validi per la classifica mondiale. Nel 2006 ha partecipato, sempre nella stessa classe e con la stessa motocicletta anche al campionato Europeo Velocità, classificandosi al 50º posto.

## Risultati nel motomondiale
| 2004 | Classe | Moto  |  |  |    |  |  |  |  |  |  |  |  |  |  |  |  |  |  | Punti | Pos. |
| ---- | ------ | ----- |  |  | -- |  |  |  |  |  |  |  |  |  |  |  |  |  |  | ----- | ---- |
| 2004 | 125    | Honda |  |  | 30 |  |  |  |  |  |  |  |  |  |  |  |  |  |  | 0     |      |

| 2005 | Classe | Moto  |  |  |  |    |  |  |  |    |  |  |  |  |  |  |  |  |  | Punti | Pos. |
| ---- | ------ | ----- |  |  |  | -- |  |  |  | -- |  |  |  |  |  |  |  |  |  | ----- | ---- |
| 2005 | 125    | Honda |  |  |  | NP |  |  |  | NE |  |  |  |  |  |  |  |  |  | 0     |      |

| 2006 | Classe | Moto  |  |  |  |  |    |  |  |  |  |  |    |  |  |  |  |  |  | Punti | Pos. |
| ---- | ------ | ----- |  |  |  |  | -- |  |  |  |  |  | -- |  |  |  |  |  |  | ----- | ---- |
| 2006 | 125    | Honda |  |  |  |  | 31 |  |  |  |  |  | NE |  |  |  |  |  |  | 0     |      |

| Legenda | 1º posto        | 2º posto            | 3º posto            | A punti      | Senza punti        | Grassetto – Pole position Corsivo – Giro più veloce |
| Legenda | Gara non valida | Non qual./Non part. | Ritirato/Non class. | Squalificato | '-' Dato non disp. | Grassetto – Pole position Corsivo – Giro più veloce |